# استیو باکستون (بازیکن فوتبال، زاده ۱۸۸۸)
استیو باکستون (انگلیسی: Steve Buxton؛ 3 February 1888 – ۲۱ آوریل ۱۹۵۳) بازیکن فوتبال اهل بریتانیا بود.
از باشگاه‌هایی که در آن بازی کرده‌است می‌توان به باشگاه فوتبال وورکینگتون ای. اف. سی، باشگاه فوتبال اولدهام اتلتیک، باشگاه فوتبال دارلینگتون، باشگاه فوتبال اشینگتون، و باشگاه فوتبال برنتفورد اشاره کرد.